# Danica (latin)
 For alternative betydninger, se Danica. (Se også artikler, som begynder med Danica)
Danica er betegnelsen for genstande med relation til Danmark og danskere. Det kan være bøger og arkivalier (især i andre lande), men der kan også være tale om samlerobjekter med relation til Danmark og danskere. Der findes f.eks. filatelister som samler på frimærker og lignende udgivet af postvæsener fra andre lande end Danmark, hvor motiver af danskere eller danske begivenheder er afbildet.